# ميكروغرام
ميكروغرام هي وحدة من كتلة تساوي جزء من مليون جزء(1/1,000,000) من غرام (1 × 10−6)، أو 1/1000 من 1 مليغرام. وهي جزء من وحدات النظام المتري، ومن أصغر الوحدات المستخدمة في مقياس المايكروسكوبية. الرمز "µg" يتوافق مع النظام الدولي للوحدات وغالبا ما يستخدم في المحاضرات العلمية، ولكن في الولايات المتحدة توصي المستشفيات بعدم استخدام هذا الرمز في الوصفات الطبية بخط اليد نظرًا لخطورة هذا الرمز μ والذي من المحتمل أن يُخطأ في قراءته على أنه مل، وهذا ما سيؤدي إلى أخذ جرعة زائدة بألف مرة.

## رمز mcg - µg
المايكروغرام (Microgram) يختصر احيانًا باشارة mcg، وهو ذاته رمز "µg"، والذي يُكتب بالخطأ في بعض الاحيان "ug"، فحرف "u" هو في الأصل "µ" اليوناني والذي يعني صغير أو مايكرو، و"g" هو اختصار كلمة الغرام فيشكلان معاً مايكروغرام.